# Anabasis al-rawii
Anabasis al-rawii là loài thực vật có hoa thuộc họ Dền. Loài này được Aellen & El-Hakeem & Weinert mô tả khoa học đầu tiên năm 1976.